# Leningradsko-novgorodská operace
Leningradsko-novgorodská operace a následný útok na Pobaltí probíhal za Velké vlastenecké války mezi 13. lednem a 10. dubnem 1944. Sovětským vojskům se podařilo definitivně prorazit blokádu Leningradu a přiblížit se k hranicím Pobaltí. Plánovaný průnik do pobaltských států se jim však nepodařil.

## Průběh bojů
Až do počátku roku 1944 se Němcům dařilo držet blokádu Leningradu. V roce 1943 začalo plánovat sovětské vrchní velení operaci, která by tuto blokádu prolomila, přičemž mělo dojít k útoku až k hranicím Pobaltí. Útok Rudé armády začal v noci z 13. na 14. ledna 1944 a hned první den došlo k prolomení fronty. Probíhaly prudké boje, při nichž došlo na obou stranách k velkým ztrátám. 18. ledna došlo k další sovětské ofenzívní vlně a o den později Rudá armáda osvobodila města Petěrhof, Krasnoje Selo a Ropšu, 20. ledna bylo dobyto město Novgorod. 24. ledna 1944 sovětské jednotky obsadily Krasnogvardějsk, čímž byla definitivně ukončena blokáda Leningradu. Dne 1. února dobyli Sověti Kingisepp a pokračovali k Narvě, kde byl spěšně budován německý obranný val. Na něj zaútočily jednotky Rudé armády již 3. února, ovšem opevnění na řece Narvě se ukázalo těžkým oříškem.
Až 12. února se podařilo Sovětům vytvořit předmostí na západním břehu řeky, které postupně rozšiřovali a z něhož začali podnikat nové útoky. Němci však nasadili posily a za pomoci těžkých tanků Tiger se jim podařilo 14. února stabilizovat frontu na Narvě a následně do konce měsíce ledna vytlačit Sověty ze západního břehu řeky. Rudá armáda prováděla v druhé polovině útoky jižním směrem, kde osvobodila města Staraja Russa, Šimsk, Cholm, Solcy, Strugi Krasnije, Dno a Rogačev. V průběhu měsíce února se sovětská blesková ofenzíva změnila v těžké boje, při nichž německá vojska doplněná mezinárodními silami Waffen SS využívala vhodného terénu pro obranu a neumožňovala Rudé armádě další postup. Další prudký nápor sovětských vojsk přišel až 7. března, kdy se město Narva změnila v důsledku mohutné dělostřelecké přípravy a leteckého bombardování v hromadu trosek. Německá vojska včetně nizozemských jednotek Waffen SS utrpěla značné ztráty. Všechny útoky Rudé armády, které trvaly do začátku dubna však byly s velkými ztrátami odraženy.
Fronta se v této oblasti ustálila až do 7. června 1944, kdy začaly nové útoky na Pobaltí, které byly předzvěstí operace Bagration.